# Jeong Jae-eun
Dans ce nom coréen, le nom de famille, Jeong, précède le nom personnel.
Jeong Jae-eun (en coréen : 정재은), née le 26 mars 1969, est une réalisatrice sud-coréenne.

## Carrière
Jeong Jae-eun a suivi les cours de l'École du cinéma, de la télévision et du multimédia de l'université nationale des arts de Corée et en a été l'une des premières diplômées.
Au début de sa carrière, elle a écrit et réalisé plusieurs courts métrages, notamment les codes secrets de Yu-jin qui ont remporté le Grand Prix au KNUA Graduation Film Festival et au Women's Film Festival à Séoul en 1999,.
Le premier long métrage de Jeong Jae-eun était Take Care of My Cat (2001), une histoire de l'amitié et de l'adolescence de cinq jeunes femmes dans la vingtaine,. Ce film a remporté de nombreux prix dans des festivals de films internationaux, notamment le prix NETPAC et la mention spéciale du prix New Currents au Festival international du film de Busan, le prix de la Fédération internationale de la presse cinématographique au Festival international du film de Hong Kong, une mention spéciale du prix KNF au Festival international du film de Rotterdam, et le prix du meilleur film ("Lune d'or de Valence") au Festival international du film Cinema Jove Valencia, entre autres. Jeong Jae-eun a également remporté le prix du meilleur nouveau réalisateur aux 2002 Korean Film Awards.
En 2003, elle a réalisé un court métrage intitulé The Man with an Affair qui a été inclus dans If You Were Me, un projet de film à sketches pour les droits de l'homme. Son deuxième long métrage était The Aggressives (2005), un film sur des jeunes Séouliens urbains passionnés de roller en ligne, qui a également participé à la section Génération de la Berlinale,.
Elle a été professeur auxiliaire à l'école de cinéma, télévision et multimédia de l'université Sungkyunkwan de 2007 à 2009.
Un autre court métrage Hakim et Barchin, commandé par le ministère de la Culture, des Sports et du Tourisme en 2010, a suivi.
En 2009, Jeong Jae-eun a manifesté un nouvel intérêt pour le cinéma documentaire, centré sur des thèmes urbains, environnementaux et architecturaux. Talking Architect (2012), sur les dernières années du célèbre architecte coréen non-conformiste Chung Guyon (1943-2011) était son premier long métrage documentaire,. Pour les documentaires indépendants de ce type, un score au box-office de 10 000 entrées est généralement considéré comme un succès majeur. Or son documentaire Talking Architect a bénéficié d'un bouche-à-oreille positif pour une vente totale de 36 500 billets depuis sa sortie le 8 mars. Jeong Jae-eun a ensuite tourné un deuxième documentaire sur le thème de l'architecture, City: Hall (2013), un regard en profondeur sur les pressions créatives, politiques et bureaucratiques qui ont affecté la conception controversée et la rénovation du nouvel hôtel de ville de Séoul,,.

## Filmographie
- Papillon Sommeil (나비잠) (2017)
- Ville: Hall (말하는 건축, 시티: 홀) (2013, documentaire )
- Give Me Back My Cat (고양이 를 돌려줘) (2012, court - métrage )
- Talking Architect (말하는 건축가) (2012, documentaire)
- Hakim & Barchin (하킴 과 바르 친) (2010, court)
- Les agressifs (태풍 태양) (2005)
- Si tu étais moi (segment: l'homme avec une affaire) (여섯 개의 시선) (2003, court)
- Prends soin de mon chat (고양이 를 부탁해) (2001)
- Girl's Night Out (둘 의 밤) (1999, court-métrage)
- Code secret de Yu-jin (도형 일기) (1999, court)
- Isang Yun, Adiago (1998, court-métrage)
- Femmes fumant dans la rue (1997, court métrage)
- Pour Rose (1997, court)
- Dix-sept (1996, court)
- Après l'école (방과후) (1996, court)
- Virus I-volla (1995, court)
- Cérémonie de passage à l'âge adulte (성인식) (1995, court)